# St. Michael (Salzgitter-Lebenstedt)

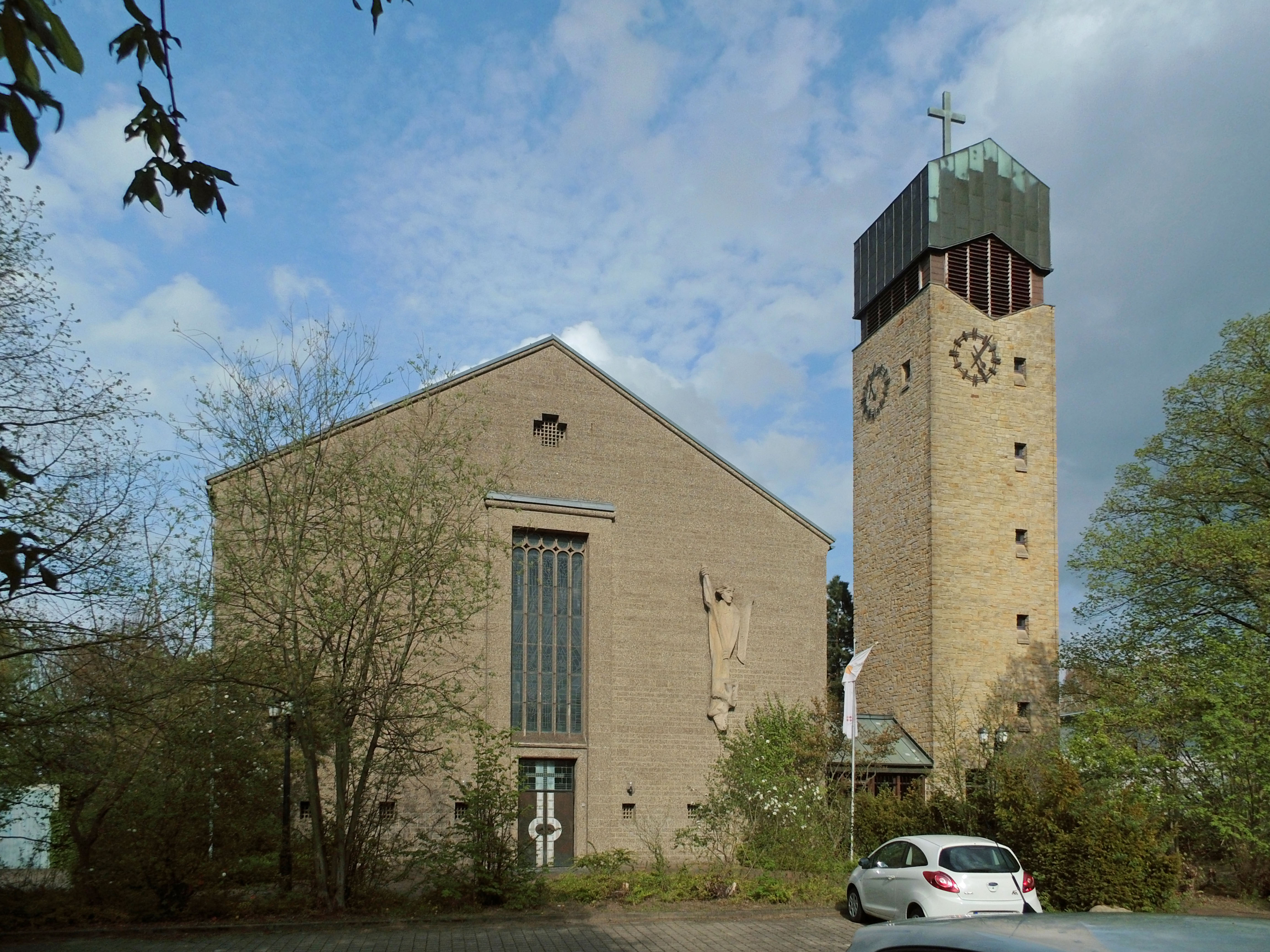
Kath. Kirche St. Michael

St. Michael ist eine katholische Kirche in Lebenstedt, einem Stadtteil von Salzgitter in Niedersachsen. Sie gehört als Filialkirche zur Lebenstedter Pfarrgemeinde St. Joseph, im Dekanat Goslar-Salzgitter des Bistums Hildesheim. Die nach dem Erzengel Michael benannte Kirche befindet sich in der Salderschen Straße 1.

## Geschichte
In Lebenstedt kam es Ende der 1930er Jahre zu einem erheblichen Bevölkerungszuwachs, ausgelöst durch den Arbeitskräftebedarf der im Juli 1937 gegründeten Reichswerke AG für Erzbergbau und Eisenhütten „Hermann Göring“. In das seit der Reformation evangelische Dorf zog eine große Zahl von Katholiken aus verschiedenen Teilen des Deutschen Reiches und dem Ausland. Zu diesem Zeitpunkt gehörte Lebenstedt zur Pfarrei St. Petrus mit Sitz im etwa 17 Kilometer entfernten Wolfenbüttel. Die Seelsorge musste sich zunächst auf Hausbesuche beschränken, da keine kirchlichen Räume vorhanden waren. Gemäß einer 1939 getroffenen Entscheidung Adolf Hitlers durften in der im Aufbau befindlichen Stadt keine Kirchen erbaut werden, selbst die Ausweisung von Kirchbauplätzen für spätere Kirchbauten war untersagt worden.
Bereits ab 1938 wurden in Lebenstedt, der späteren Kirchengemeinde „St. Michael“, katholische Kirchenbücher geführt. Von Christi Himmelfahrt 1940 an konnten im Saal des Lebenstedter Gasthauses „Heinemanns Höhe“ katholische Gottesdienste gehalten werden. Am 1. Oktober 1940 wurde die zur Pfarrei Wolfenbüttel gehörende Pfarrvikarie „Reichswerke-Hermann-Göring-West“ (später in „Lebenstedt“ umbenannt) eingerichtet. Ihr erster Pfarrvikar war Josef Mettler, Kaplan aus Wolfenbüttel. Im Herbst 1941 verbot die Gestapo die Gottesdienste in der Gaststätte. Noch im gleichen Jahr konnte im nördlichen Gebiet von Lebenstedt, dem Abschnitt V, eine 1940 errichtete Holzbaracke erworben werden, die zu einer Notkapelle ausgebaut wurde. Aus ihr entwickelte sich später die Kirchengemeinde „St. Joseph“. Im September 1942 genehmigte die Gestapo Gottesdienste im Saal der Gaststätte Wolf in Lebenstedt, der bis Weihnachten 1946 dafür genutzt wurde. Nach Ende des Zweiten Weltkriegs erhöhte sich die Zahl der Katholiken in Lebenstedt weiter durch Zuzug von Flüchtlingen und Heimatvertriebenen. Im alten Dorf Lebenstedt fand der Gottesdienst statt im Gasthaus Wolf nun in einer zur Notkapelle ausgebauten Scheune statt.
1951 wurde der Kirchbauplatz erworben. Anfang April 1953 erfolgte die Grundsteinlegung der Kirche, am 20. Dezember 1953 folgte ihre Konsekration durch Bischof Joseph Godehard Machens. Um 1954 wurde das Pfarrhaus erbaut. Am 1. April 1955 schied Lebenstedt aus der Pfarrei Wolfenbüttel aus und bildete als „St. Michael“ eine selbstständige Kirchengemeinde, am 1. April 1960 wurde sie zur Pfarrei erhoben. 1968 wurde neben der Kirche das Pfarrheim errichtet. 1975 wurde die Kirche entsprechend der Liturgiereform des Zweiten Vatikanischen Konzils umgestaltet und am 16. Mai 1975 durch Weihbischof Heinrich Pachowiak neu konsekriert. 1983 erhielt die Kirche ihren Glockenturm, an dem 1998 eine Uhr angebracht wurde.
Seit dem 1. November 2006 gehört die St.-Michael-Kirche zur Pfarrei „St. Joseph“, die Pfarrgemeinde „St. Michael“ wurde in diesem Zusammenhang aufgehoben. Seit dem 1. Juli 2007 gehört die Kirche zum damals neu errichteten Dekanat Goslar–Salzgitter, zuvor gehörte sie zum Dekanat Salzgitter.

## Architektur und Ausstattung

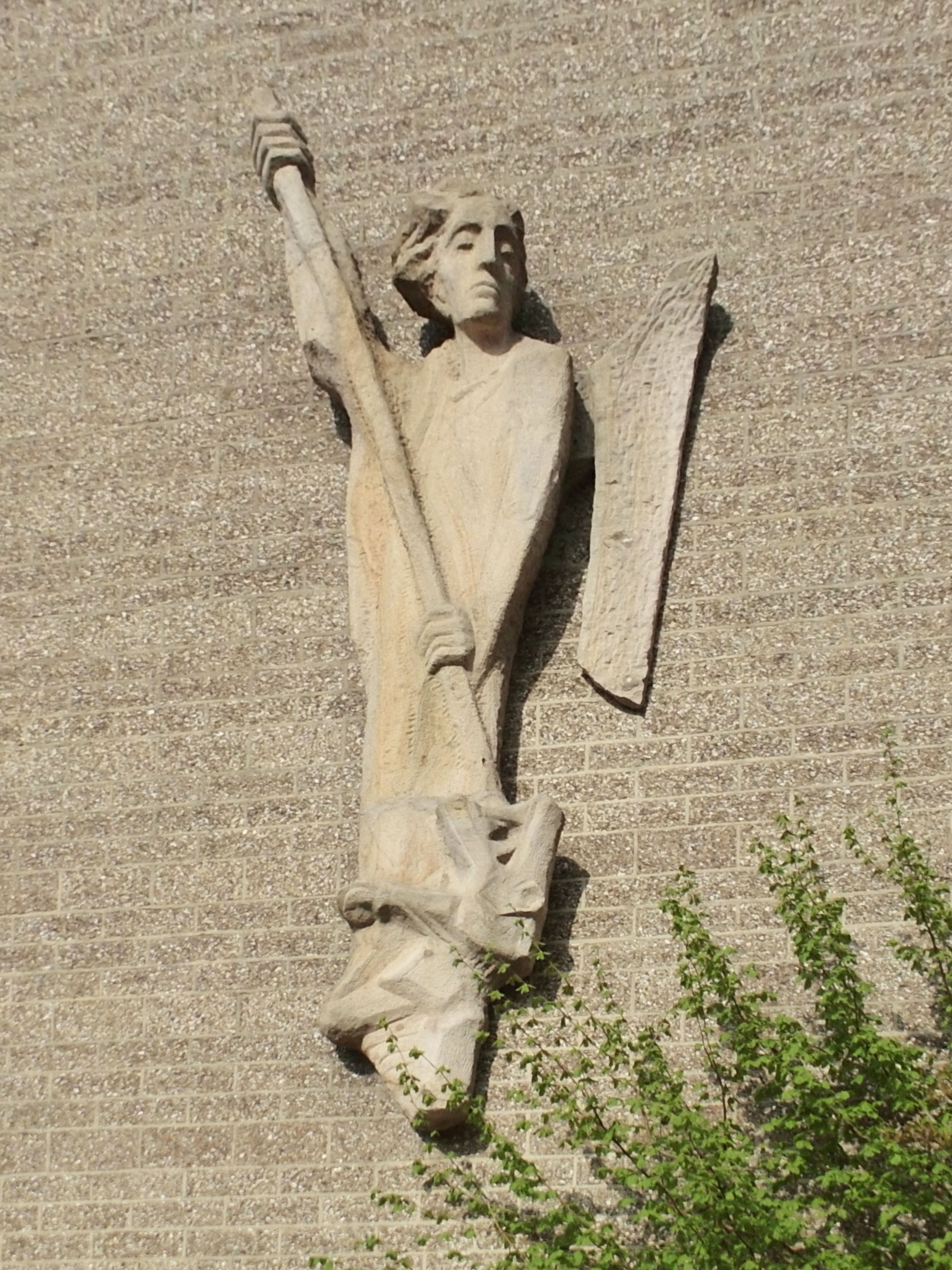
Darstellung des Erzengels Michael am Westgiebel

Die Kirche wurde nach Plänen des Architekten Wilhelm Fricke (1890–1964) aus Hannover erbaut, der auch in den 1950er Jahren den kriegszerstörten Hildesheimer Dom wieder aufgebaut hat. Claus Kilian entwarf 1975 Tabernakel, Altar, Ambo und die Haupteingangstür neu. Von Ludwig Nolde (Osnabrück) stammen die Marienstatue (1954) und die Kreuzwegstationen (1956). Ein Relief zeigt die heilige Hedwig, es wurde 1975 von Erich Jaekel (Frankfurt) geschaffen. Die Orgel wurde um 1976 vom Unternehmen Gebrüder Hillebrand Orgelbau errichtet. Die Altarfenster, 1963 von Franz Pauli gestaltet, zeigen die Wiederkunft Christi. Eine Darstellung des Erzengels Michael, geschaffen von Joseph Krautwald, befindet sich seit 1977 außen am Westgiebel. Der 30 Meter hohe Glockenturm wurde erst 1983 errichtet, und zusammen mit den fünf Bronzeglocken im November 1983 geweiht. Zwischen dem Kirchenschiff und dem Turm befindet sich seit 1983 eine kleine Kapelle. Zum Einzugsgebiet der Kirche gehört auch die katholische Kindertagesstätte „St. Hedwig“, die sich etwa 1,3 Kilometer entfernt in der Swindonstraße 100 befindet.